# 1. FC Kattowitz (Frauenfußball)
Der 1. FC Kattowitz (Frauenfußball) wurde als Abteilung des 1. FC Kattowitz gegründet. Er besteht seit 2007 und umfasst zwei Frauen- und zwei Mädchenmannschaften. Die erste Mannschaft spielt in der Ekstraklasa, die zweite in der 2. Liga.

## Geschichte
Im Jahr 2007 wurde der Verein von der Bewegung für die Autonomie Schlesiens reaktiviert und als 1. FC Katowice eingetragen. In der Saison 2007/2008 spielte der Verein in der 2. Liga. Sein erstes Spiel nach der Reaktivierung bestritt 1. FC Katowice am 1. September gegen den Spartakus Chorzów und gewann 3:0. 2009 trennte sich die Frauenmannschaft organisatorisch und rechtlich vom 1. FC Kattowitz.
Die Mannschaft des 1. FC Kattowitz spielte in der Saison 2010/11 in der Ekstraklasa (höchste Spielklasse im polnischen Frauenfußball). Heimstätte ist das Stadion MOSIR „Rapid“.

## Statistik
| Saison                                                              | Liga        | Platz | S   | U  | N  | Tore  | Punkte | Polnischer Fußballpokal |
| ------------------------------------------------------------------- | ----------- | ----- | --- | -- | -- | ----- | ------ | ----------------------- |
| 2007/08                                                             | 2. Liga     | 1.    | 12  | 1  | 1  | 55:11 | 37     | -                       |
| 2008/09                                                             | 1. Liga Ost | 7.    | 4   | 3  | 7  | 13:14 | 15     | -                       |
| 2009/10                                                             | 1. Liga Süd | 3.    | 12. | 3. | 5. | 34:15 | 39     | -                       |
| 2010/11                                                             | Ekstraklasa | 6.    | 7   | 3  | 8  | 21:32 | 24     | -                       |
| 2011/12                                                             | Ekstraklasa |       |     |    |    |       |        |                         |
| Anmerkung: Grün unterlegte Spielzeiten kennzeichnen einen Aufstieg. |             |       |     |    |    |       |        |                         |

## Bekannte Spielerinnen
- Karolina Bochra (polnische Nationalspielerin)
- Jeannette Yango (kamerunische Nationalspielerin)
- Laetitia Chapeh Yimga (kamerunisch-äquatorialguineische Nationalspielerin)